# Puig de Can Mata
El Puig de Can Mata és una muntanya de 336 metres que es troba al municipi de Sant Martí Sarroca, a la comarca de l'Alt Penedès.